# Netherton (Wakefield)
Netherton – wieś w Anglii, w hrabstwie ceremonialnym West Yorkshire, w dystrykcie metropolitalnym Wakefield. Leży 18 km na południe od miasta Leeds i 257 km na północny zachód od Londynu.